# Intensità (esercizio coi pesi)
L’Intensità è un parametro utilizzato nell'esercizio con sovraccarichi (resistance training). Esso è largamente applicato anche in altre attività sportive cardiovascolari o aerobiche misurando la percentuale sul massimo consumo di ossigeno (VO2max) o sulla frequenza cardiaca massima (HRmax).

## Definizione di intensità nelResistance training
L’intensità esprime il grado di impegno fisico richiesto dall'esecuzione di una data attività. Questo parametro è legato al concetto di carico interno, ed è caratterizzato da una componente strettamente soggettiva. Viene considerato come uno dei parametri più importanti da stabilire in un programma di allenamento con sovraccarichi. Benché all'interno delle discipline che prevedono un allenamento con sovraccarichi - powerlifting, weightlifting, bodybuilding, fitness - possa essere stabilito con precisione che l'intensità è proporzionale al carico sollevato, nel bodybuilding e nel fitness, al di fuori del contesto formale e scientifico, l’intensità verrebbe influenzata da ulteriori fattori come la velocità del movimento nelle varie fasi di una serie (Speed of movement), dal tempo totale in cui il muscolo è sottoposto a tensione dall'inizio alla fine della serie (Time Under Tension), dai tempi di recupero, e dall'introduzione di tecniche speciali che possono complicare il riconoscimento di tale formula. Proprio per la sua complicata identificazione all'interno della disciplina del body building secondo questa interpretazione astratta, l'intensità rimane uno tra i parametri più discussi nella sua definizione da parte di diverse scuole. Ciò in quanto si è tentato di introdurre parametri e formule tipiche degli sport di prestazione, in un'attività che non si basa prioritariamente su questo aspetto. Tuttavia i vari tentativi di inquadrare l'intensità in maniera più ampia e alternativa rispetto al metodo scientifico convenzionale possono essere convalidati solo a livello pratico.

### Intensità come percentuale di 1Repetition Maximum(1RM)
La definizione scientifica, nel contesto generale del resistance training o esercizio con sovraccarichi, stabilisce che l'intensità del carico sia la percentuale di lavoro svolto rispetto alle capacità massimali su una ripetizione (% 1RM). La misurazione dell'intensità in relazione alle ripetizioni massime eseguite è una pratica che nasce negli anni cinquanta dall'idea del fisioterapista norvegese Oddvar Holten tramite lo sviluppo di una terapia di ginnastica medica. La curva di Holten è una scala che stabilisce la percentuale di intensità correlata con le ripetizioni eseguite. L'atleta esegue le ripetizioni con un dato carico alla massima fatica, il numero di ripetizioni eseguite vengono poi correlate con una data intensità, permettendo di determinare il One-repetition maximum. Ad esempio, se un soggetto può sollevare 10 libbre (4.50 kg) per 16 ripetizioni (75%), il 10 viene diviso per 0,75 per un 1-RM di 13,3 libbre (5,99 kg). Per i soggetti anziani, il 1-RM viene moltiplicato per l'80% (13,3 × 0,80 = 10,5 £ 4.73 [kg]). Questo paziente avrebbe compiuto 3 serie da 10 a 10.5 libbre (4,73 kg).
Questa definizione di intensità strettamente connessa col carico potrebbe essere considerata come sinonimo di percentuale di carico, in quanto viene ricavata dal calcolo in percentuale sulla riduzione dello specifico carico che permette una ripetizione massima (1 RM, 1 Repetition maximum). L’intensità secondo questa definizione potrebbe essere anche nominata semplicemente come resistenza o carico, riferendosi al fatto che ogni carico corrisponde ad una specifica intensità individuale. Essa è riconosciuta come intensità relativa proprio perché espressa in percentuale rispetto all’intensità assoluta. Se ad esempio un atleta riesce a sollevare 100 kg su panca piana per una ripetizione al massimo (1-RM), questi 100 kg rappresentano il 100% dell'intensità (100% 1 RM), e quindi l'intensità assoluta. Se il carico viene ridotto del 20% (80 kg), l'intensità scende all'80% di una ripetizione massima (80% 1-RM), e si traduce in una capacità di sollevare il carico per più ripetizioni. A sua volta, per ogni intensità relativa (o percentuale di carico) corrisponde una stima approssimativa del numero di ripetizioni che si riescono ad eseguire, naturalmente in condizioni di non affaticamento. Ad esempio si può stimare che un carico relativo all'80% del massimale possa permettere di eseguire al massimo 8 ripetizioni massime a cedimento (8-RM). Queste stime però non sempre corrispondono esattamente alle capacità individuali, variano notevolmente anche a seconda della variante dell'esercizio (bilanciere o manubri, catena cinetica aperta o chiusa), e naturalmente subiscono un'alterazione in base al grado di affaticamento e alla durata dei tempi di recupero. A volte, per ricavare l'intensità relativa senza eseguire un test massimale che stabilisca l'intensità assoluta, viene proposta l'esecuzione del numero massimo di ripetizioni per un dato esercizio con un dato carico, in modo da risalire alla percentuale di carico in base al numero di ripetizioni massime portate a termine. Se un atleta ad esempio riesce ad eseguire 10 ripetizioni massime sulla panca piana con 80 kg, questo carico corrisponderebbe approssimativamente al 75% del massimale, in quanto ogni numero di ripetizioni massime ha una corrispondente intensità relativa più o meno definita. Il test che lavora sulle zone di intensità, denominate spesso "5-RM" o "10-RM", si riferisce allo specifico carico che limita l'esecutore allo specifico numero di ripetizioni stabilite, ed è più conveniente per i bodybuilder o per gli entusiasti del fitness, poiché il test massimale richiederebbe troppo tempo per essere praticato considerato il largo numero di esercizi previsti nell'allenamento. Nonostante esistano definizioni alternative del parametro intensità, soprattutto nell'ambito del culturismo, questa risulta la più accreditata e precisa, perché stabilità dal mondo scientifico.
Correlazione tra ripetizioni massime e intensità come percentuale di 1RM:
- 100% 1RM = 1 ripetizione massima
- 95% 1RM = 2 ripetizioni massime
- 93% 1RM = 3 ripetizioni massime
- 90% 1RM = 4 ripetizioni massime
- 87% 1RM = 5 ripetizioni massime
- 85% 1RM = 6 ripetizioni massime
- 83% 1RM = 7 ripetizioni massime
- 80% 1RM = 8 ripetizioni massime
- 77% 1RM = 9 ripetizioni massime
- 75% 1RM = 10 ripetizioni massime
- 70% 1RM = 11 ripetizioni massime
- 67% 1RM = 12 ripetizioni massime
- 65% 1RM = 15 ripetizioni massime
- 60% 1RM = 20 ripetizioni massime

*Queste percentuali possono variare molto leggermente (±0.5-2.0%) in base allo stato di allenamento del soggetto.

#### Scala di percezione dello sforzo OMNI
L'OMNI-resistance exercise scale, o OMNI-perceived exertion scale, una scala di percezione dello sforzo, è alla base di un metodo alternativo di classificazione e monitoraggio dell'intensità dello sforzo. Si tratta di una scala di 10 punti soggettivi che trae spunto dalla precedente scala di percezione dello sforzo (Rate of Perceived Exertion, RPE), chiamata anche Scala di Borg in richiamo al nome dello studioso che la propose nel 1982, la quale viene usata soprattutto nell'esercizio aerobico in ambito scientifico e professionale. Ogni punto da 1 a 10 nella scala OMNI rappresenta approssimativamente un incremento del 10% dell'intensità in relazione alla percentuale su 1-RM. Ad esempio l'uso di un carico relativo al 100% di 1-RM rappresenta il punteggio di 10 nella scala OMNI, mentre un carico corrispondente al 50% di 1-RM corrisponde ad un punteggio di 5. La OMNI-resistance exercise scale non è un metodo molto preciso, ma piuttosto qualitativo, in quanto determina quanto è duro l'esercizio secondo quanto percepito soggettivamente dall'esecutore.

### Intensità nel bodybuilding come concetto astratto legato alla fatica
Mentre la precedente definizione può essere applicata generalmente nel resistance training in ambito scientifico, e non viene reinterpretata nelle discipline come powerlifting e weightlifting dove l'obiettivo è unicamente quello di sollevare il massimo peso, nel bodybuilding il concetto di intensità potrebbe assumere ulteriori sfaccettature, in quanto vengono applicati metodi e vengono previste variabili non presenti nelle precedenti attività. Nel culturismo infatti, alcune metodiche di allenamento hanno l'obiettivo di aumentare il valore dell'intensità (reinterpretandolo in maniera differente come "fatica" o "difficoltà"), ma non possono essere codificate da una formula o un calcolo. In questa attività lo scopo principale è quello di aumentare l'ipertrofia muscolare, e non strettamente quello di aumentare la prestazione come avviene nel weightlifting e powerlifting, quindi si andrebbe incontro a fattori causali molto più complessi del semplice sollevare più peso possibile in poco tempo. In questo contesto l'intensità, venendo reinterpretata come "fatica" o difficoltà", a livello strettamente empirico assume un significato diverso da come viene riconosciuta nel parametro scientifico, e non verrebbe condizionata solo dallo specifico carico utilizzato, ma anche dalla durata della serie (Time Under Tension), la quale può essere a sua volta condizionata da varie tecniche speciali che consentono di prolungare il tempo sotto tensione oltre il cedimento muscolare previsto, oppure dal numero di ripetizioni, dai tempi di recupero, o ancora dalla volontaria variazione della velocità nelle varie fasi del movimento (speed of movement). Molte scuole di bodybuilding hanno interpretato il concetto di intensità non più come il carico, la resistenza, o la percentuale di carico sul massimale, ma riferendosi piuttosto alla difficoltà, alla durezza, alla fatica o allo sforzo necessarie per poter completare una serie, indipendentemente dal carico utilizzato. Se ad esempio, una volta raggiunto il cedimento muscolare all'8° ripetizione (indicativamente circa l'80% 1RM), si applica una tecnica che permetta di prolungare il TUT e le ripetizioni (come il cheating, lo stripping o il super set), l'intensità di questa serie non sarebbe più dipendente solo dalla percentuale di carico su una ripetizione massimale (% 1-RM), ma da ulteriori variabili che impongono un aumento della fatica e dello sforzo se confrontatati a quelli riscontrati nel compimento di normali 8-RM a cedimento. Se un atleta esegue delle ripetizioni con un carico relativo all'80% di una ripetizione massima, le quali sarebbero correlate a circa 8-RM, rallentando la velocità del movimento queste ripetizioni saranno inferiori a quelle stimate dalla percentuale del carico di 1-RM. Allo stesso modo, se una serie viene eseguita con movimenti più lenti (come nella tecnica super slow) o con pesi leggeri al cedimento, questa potrebbe essere considerata una prestazione ad alta intensità perché portata al massimo livello di fatica. Tuttavia, mantenendosi in linea con la definizione formale e scientifica di intensità, la serie sarebbe definita al contrario a bassa intensità. Un ulteriore esempio può essere il mancato raggiungimento del cedimento muscolare. Se un atleta esegue una serie con un carico relativo all'80% di 1-RM, che equivale a 8-RM, ma ne esegue solo 6 senza raggiungere il cedimento muscolare, l'intensità di questa serie sarebbe proporzionalmente inferiore rispetto a quella imposta dal carico. Oppure, se un individuo svolgesse un esercizio con un carico relativo all'80% di 1RM, ma eseguisse una sola ripetizione, secondo questa reinterpretazione dell'intensità, l'atleta si starebbe allenando meno intensamente di un individuo che svolge una serie a cedimento al 70% 1-RM. Dunque nel bodybuilding, la percentuale di carico su una ripetizione massimale potrebbe essere vista solo come uno dei diversi fattori che condizionerebbero l'intensità, in quanto questa sarebbe più connessa con la percezione della fatica. Formalmente ciò non viene riconosciuto nel metodo scientifico, poiché risulta come un concetto astratto, non calcolabile, legato in parte alla percezione soggettiva della fatica, e che si discosta dalla concezione adottata nel resto delle attività fisiche in cui vengono utilizzati i sovraccarichi. Pertanto in linea formale viene applicata la definizione di intensità standard e convenzionale precedentemente esposta. Ciò in quanto la definizione reinterpretata non sarebbe esclusa da alcune problematiche nel suo riconoscimento. Se un atleta eseguisse una serie a cedimento con un carico al 70% di 1-RM e ne eseguisse un'altra a cedimento con un carico al 50% di 1-RM, secondo alcune interpretazioni egli si starebbe allenando alla medesima intensità in entrambi i casi poiché le porterebbe entrambe alla massima fatica secondo quanto gli sarebbe permesso dalla resistenza specifica.
Pare evidente che la definizione scientifica e quella astratta dell'intensità si trovino abbastanza in contrasto, in quanto indicatori di due concetti relativamente diversi. Mentre il parametro scientifico può essere nominato anche come percentuale di carico o carico, quello astratto potrebbe essere considerato come il massimo sforzo, la massima fatica, o la massima durezza di una serie. In realtà entrambi presentano un punto comune, cioè che per essere stabiliti necessitano dell'individuazione del punto di cedimento muscolare concentrico. Si potrebbe concludere che entrambe queste interpretazioni possano essere valorizzate in quanto complementari, utili per la programmazione di un allenamento, e per poter individuare più precisamente il parametro sotto più aspetti. Ad ogni modo alcuni autori hanno tentato di introdurre formule alternative per cercare di stabilire questa variante dell'intensità nel bodybuilding con maggiore precisione.

#### Intensità come mole di lavoro x unità di tempo
Secondo alcuni autori, l'intensità rappresenta la mole di lavoro x unità di tempo.
Intensità (I) = carico (Kg) x ripetizioni (R) / Tempo (T)
Tale formula esprime una misura di potenza. Essa esclude però la componente soggettiva del parametro, in quanto l'intensità sarebbe dipendente anche dalla condizione psicologica, la motivazione e la concentrazione dell'atleta, nonché alla sua capacità di spingersi al limite. Due atleti con diverse motivazioni e condizioni psicologiche, pur eseguendo lo stesso protocollo di allenamento e con gli stessi numeri e risultati secondo le formule, riuscirebbero ad esprimere di fatto intensità diverse. In particolare nell'attività di bodybuilding, il concetto di intensità potrebbe non essere riconosciuto all'interno di una mera valutazione di potenza. Si potrebbe esporre l'esempio della tecnica super slow - con movimenti molto lenti - molto intensa dal punto di vista effettivo, ma meno intensa secondo i risultati della formula sopra esposta.

#### Intensità secondo Frederick C. Hatfield
Secondo il noto Frederick C. Hatfield, ex campione di powerlifting e personalità scientifica di rilievo nell'ambito dell'esercizio coi pesi, l'intensità verrebbe condizionata da molti più fattori che renderebbero di fatto questo parametro astratto. I fattori condizionanti sarebbero:
- amplificazione mentale dello sforzo o esaltazione;
- approccio di allenamento con intensa passione;
- aumento delle ripetizioni;
- aumento del carico;
- riduzione dei tempi di recupero;
- riduzione del tempo tra le ripetizioni;
- aumento degli esercizi per parte corporea;
- aumentare il numero totale di esercizi o parti del corpo allenate in una sessione;
- aumentare il numero di sessioni in una giornata;
- aumentare la velocità di movimento;
- aumentare la quantità di lavoro alla soglia anaerobica (massima tolleranza al dolore);
- aumentare la quantità di lavoro eccentrico;

#### Intensità secondo la teoria di Emilio They
Un concetto di intensità è stato elaborato anche dal compianto Emilio They, noto ex professore di educazione fisica e campione di culturismo del passato. Secondo la teoria di They, l'intensità di allenamento è determinata dalla quantità di unità motorie che vengono coinvolte nell'unità di tempo da un angolo da 0° a uno di 180° (estensione) o viceversa (flessione). Secondo il suo principio, l'intensità sarebbe un valore legato al meccanismo neurofisiologico del reclutamento delle diverse unità motorie, ma non strettamente al peso, alle ripetizioni o al TUT. Anche questa definizione implica l'impossibilità di misurare il parametro con dei dati esterni. They ha quindi proposto un metodo soggettivo per poter stabilire l'intensità, la quale non sarebbe legata direttamente al carico ma piuttosto al metodo di lavoro. Una volta scelto un carico che permette di portare a termine un determinato numero di ripetizioni durante una serie, si considera fino a che punto del numero di ripetizioni svolte insorge la reale fatica. Nella formula, "CI" rappresenta il numero di ripetizioni mancanti per completare la serie dopo il punto di insorgenza della vera fatica.
Intensità (I) = numero di ripetizioni mancanti (CI) / numero di ripetizioni eseguite x 100

#### Intensità secondo la teoria di Giovanni Cianti
Il parametro intensità, nel contesto culturistico, è stato rielaborato anche da un altro importante esponente del bodybuilding nazionale, Giovanni Cianti. Dal momento che l'intensità nel bodybuilding secondo le varie reinterpretazioni non dipende solo dalla percentuale di carico su una ripetizione massimale, ma viene condizionata largamente da quanto la serie può essere prolungata nel tempo (cioè dal numero di ripetizioni e dal Time Under Tension), Cianti elabora una semplice formula che prende in considerazione lo stretto rapporto tra la percentuale di carico su 1 RM e il numero di ripetizioni eseguite, a cui è indirettamente correlato anche il parametro Time Under Tension (TUT).
Intensità = % di 1 RM x maggior numero possibile di ripetizioni
Se ad esempio l'80% di 1 RM massimale consente di eseguire 8 ripetizioni massime (RM) ma con tale carico se ne eseguono solo 6, l'intensità è inferiore a quella teoricamente imposta raggiungendo il cedimento; se se ne eseguono 8 fino al cedimento il lavoro è sufficientemente intenso ed è proporzionale all'intensità intesa come percentuale di carico; ma se in qualche modo si superano le 8 ripetizioni valicando il limite del cedimento imposto dal carico (ad esempio mediante l'applicazione di tecniche speciali ad alta intensità), lo stimolo risulterà ancora più intenso di quanto imposto dalla normale esecuzione a cedimento. Questa interpretazione comunque non tiene conto dello Speed of movement, e quindi del fatto che il numero di ripetizioni massime viene largamente condizionato anche dalla velocità del movimento. Più la velocità di esecuzione delle ripetizioni è lenta, e meno ripetizioni massime a cedimento riescono ad essere portate a termine a parità di carico. Se una serie con movimenti lenti viene portata a cedimento, non si potrebbe dire che sia meno intensa di una serie con movimenti più rapidi a cedimento con lo stesso carico, nonostante le inferiori ripetizioni nella prima modalità.

## Linee guida e aspetti fisiologici dell'intensità
Il parametro intensità è ampiamente utilizzato nel mondo scientifico in quanto misura necessaria per poter stabilire, ad esempio, i guadagni di forza, ipertrofia o resistenza muscolare, gli adattamenti muscolari, le modificazioni fisiologiche, i sistemi energetici prevalentemente in attività, o gli stimoli ormonali indotti da diversi carichi di lavoro. Bisogna precisare che il concetto di intensità applicato nel contesto scientifico fa riferimento unicamente alla sua definizione intesa come percentuale di 1 ripetizione massima (% 1 Repetition Maximum) o percentuale di carico, e non ad altre formule o definizioni alternative, spesso utilizzate in un contesto empirico. 

### Tipi diresistance trainingin base alle zone di intensità
In linea generale esistono tre tipi di resistance training, che vengono distinti proprio in base all'intensità del carico (o percentuale di carico). Ai giorni nostri, grazie al contributo delle numerose ricerche scientifiche, e prove ed errori da parte degli atleti, è stato più precisamente stabilito che per ogni range di intensità corrisponde un relativo risultato sugli adattamenti muscolari.
- Allenamento per la forza massimale (alta intensità: 85-100% 1RM), si riferisce ad un allenamento dove viene ricercato prevalentemente lo sviluppo della forza, viene eseguito in generale con i bilancieri, e con movimenti rapidi ed esplosivi. Questo metodo di allenamento prevede carichi che partono dall'80-85% di 1RM fino al 100% di 1 RM, all'incirca da 1 a 6-8 ripetizioni massime[16][17][18][19]. Sebbene sia indicato per migliorare l'aspetto della forza massimale, questo metodo, ad intensità submassimali, viene giudicato comunque molto efficace anche per produrre ipertrofia muscolare[4]. Viene riconosciuto che la massima crescita muscolare avviene con carichi tra l'80 e il 95% di 1RM[4]. L'alta intensità nel resistance training è utilizzata dai powerlifter, weightlifter, e bodybuilder.
- Allenamento per la potenza (intensità variabile: 30-80% 1RM), è un allenamento con sovraccarichi in cui si cerca lo sviluppo dell'abilità del muscolo di produrre maggiore forza nel minor tempo possibile. Il metodo viene praticato con carichi molto variabili che possono risultare a bassa, moderata o alta intensità. Generalmente parlando, l'allenamento di potenza prevede il sollevamento di carichi sub-massimali in maniera rapida. I pesi sono uno dei tre modi per allenare la potenza assieme all'allenamento balistico e la pliometria. L'utilizzo di pesi liberi è uno dei metodi più comuni per sviluppare la potenza. Tradizionalmente, l'allenamento di potenza viene eseguito con alti carichi, simili a quelli prescritti per sviluppare la forza massimale (85/90% 1-RM). Specie in passato si credeva che alti carichi fossero necessari per produrre un adeguato sovraccarico muscolare. Più recentemente la ricerca ha suggerito che sollevare bassi carichi (30-40% 1-RM) a basso volume (poche serie e poche ripetizioni) più rapidamente possibile, può essere un metodo più efficace per produrre maggiori guadagni di potenza[20][21][22].
- Allenamento per l'ipertrofia (moderata intensità: 65-80% 1RM), si riferisce ad un allenamento dove viene ricercato in prevalenza lo sviluppo del volume muscolare. Questo metodo prevede una maggiore variabilità, e può essere eseguito con bilancieri, manubri, macchinari e cavi, con movimenti rapidi ed esplosivi o lenti e controllati, diversi carichi di lavoro, diversi tempi di recupero, e TUT maggiormente ampi. Le intensità tipiche adottate in questo metodo di allenamento spaziano dal 65-70 all'80% di 1 RM circa, cioè circa dalle 8 alle 15 ripetizioni massime[19][23]. Questo range di intensità nel resistance training è in genere utilizzato soprattutto dai bodybuilder, e dagli entusiasti del fitness.
- Allenamento per l'endurance muscolare locale (bassa intensità: <65% 1RM), viene anch'esso rivolto ad un tipo di allenamento con sovraccarichi dove la principale finalità è quella di sviluppare la resistenza alla fatica, e dove la forza può essere mantenuta oltre un certo TUT, una qualità denominata anche come forza resistente. Anche questo metodo di allenamento prevede una grande variabilità di attrezzi e tipi di movimenti, ma si distingue per intensità pari al 65% di 1RM o inferiori, cioè da 15 o più ripetizioni massime[24], pause molto brevi, e TUT molto lunghi. Ricerche confermano che un allenamento di tale natura, promuove comunque una certa ipertrofia delle miofibrille, e un aumento della densità mitocondriale[25]. Questo range di intensità nel resistance training è utilizzato dai bodybuilder, dagli entusiasti del fitness, ma anche dai soggetti decondizionati o anziani o nella riabilitazione.

Questi adattamenti muscolari indotti da diverse modalità di lavoro e diverse intensità sottolineano l'importanza della periodizzazione dell'allenamento sportivo per produrre i migliori cambiamenti, che l'obiettivo sia lo sviluppo della resistenza muscolare o della forza massimale. Questo perché ogni adattamento è correlato a un altro. Ad esempio, migliorare sia gli aspetti della resistenza muscolare che della forza (con intensità molto diverse) in entrambi i casi può portare ad incremento della forza massimale. Quindi mentre viene in genere dedicata la maggior parte del tempo nell'allenamento per migliorare una specifica qualità muscolare, la periodizzazione ciclica applicando altre intensità avrà effetti benefici sullo sviluppo della stessa qualità. 

#### Sintesi
- Forza massimale: 1-6 ripetizioni massime[15] (85-100% 1RM[9]);
- Ipertrofia muscolare: 7-12 ripetizioni massime[15] (67-83% 1RM[9]);
- Resistenza muscolare: 12-25 ripetizioni massime[15] (55-67% 1RM[9]);

### Reclutamento delle unità motorie in base all'intensità
L'intensità ha un importante ruolo nel reclutamento selettivo delle unità motorie, ovvero l'insieme dei nervi e delle fibre muscolari innervate da quel nervo. Il corpo genera forza tramite uno di due diversi meccanismi. Esso può reclutare più fibre (detto reclutamento o recruitment) o inviare più segnali così che le fibre si contraggano più intensamente (detto frequenza di scarica o rate coding). Per i muscoli grandi, il corpo usa il meccanismo del reclutamento fino a circa l'85% 1-RM, un punto in cui tutte le fibre disponibili sono state reclutate. Oltre a questo punto, la produzione di forza avviene solo tramite il meccanismo della frequenza di scarica, cioè un aumento degli impulsi che i motoneuroni inviano alle fibre muscolari. I soggetti non allenati non sono capaci di reclutare tutte le loro fibre muscolari di tipo 2b, ma con l'allenamento regolare questa capacità può essere sviluppata
Il principio della dimensione (size principle), descritto in origine da Henneman, indica che le unità motorie sono per la maggior parte reclutate in ordine di dimensioni crescenti dalle più piccole (tipo 1) alle più grandi (tipo 2b), poiché la dimensione (diametro) del gruppo di unità motorie è direttamente correlato alla sua capacità di produrre forza. Una richiesta più leggera forza (e di intensità) verso il muscolo porrà l'accento sull'attivazione delle fibre di tipo I a contrazione lenta. Come la forza richiesta ai muscoli aumenta, le fibre intermedie di tipo IIa sono attivate con l'aiuto delle fibre di tipo I. Con richieste di forza muscolare più impegnative, intervengono le più potenti (e più grandi) fibre di tipo IIb, col supporto delle fibre di tipo I e di tipo IIa. Quindi il massimo reclutamento delle unità motorie si ottiene quando vengono coinvolte anche le fibre di tipo IIb, che intervengono per ultime, a partire da carichi moderati fino a carichi molto elevati, un principio che è stato denominato anche come "Legge di Henneman".
Le fibre di tipo 1 vengono reclutate da 0 a circa il 60% 1-RM. Attorno al 20% 1-RM alcune fibre di tipo 2a vengono reclutate, ma il loro massimo reclutamento avviene a circa il 75-80% 1-RM. Le fibre di tipo 2b non iniziano ad essere reclutate fino a circa il 60-65% 1-RM, e continuano ad essere reclutate fino a circa l'85% 1-RM. Quindi il massimo reclutamento delle unità motorie si ottiene quando vengono coinvolte anche le fibre di tipo IIb, che intervengono per ultime, a partire da carichi moderati fino a carichi molto elevati. Per poter riuscire a reclutare tutti i tre tipi di fibre muscolari e il maggior numero di unità motorie in base all'intensità, è stato riscontrato che debba essere utilizzata un'intensità minima relativa all'85% di 1 RM, corrispondente a circa 6 ripetizioni massime. Come accennato in precedenza, questo range di intensità è tipicamente applicato per sviluppare la forza massima, tuttavia è stato riconosciuto come molto efficace anche per produrre ipertrofia muscolare. È stato anzi riscontrato che la massima crescita muscolare nei soggetti allenati si verifichi con carichi tra l'80 e il 95% di 1RM, proprio perché si riuscirebbero a reclutare tutte le unità motorie incluse le fibre IIb, le quali sono le più ipertrofizzabili. Alcune ricerche tuttavia suggeriscono che le fibre IIa e IIb possono essere usate rilevantemente anche con carichi relativi al 60% 1-RM. Ciò può essere più significativo per i soggetti non allenati, in quanto hanno dimostrato di sviluppare adeguatamente la forza a basse intensità (60% 1-RM), contrariamente ai soggetti allenati per i quali sono più indicati carichi ad alta intensità (80% 1-RM). Tuttavia gli atleti avanzati hanno dimostrato la necessità di usare come minimo carichi relativi al 60% 1-RM per ottenere guadagni di forza. In realtà, anche se l'utilizzo di carichi ad alta intensità presupporrebbe il massimo sviluppo dell'ipertrofia grazie al massimo reclutamento delle fibre, le analisi che hanno paragonato lo sviluppo ipertrofico dei bodybuilder e dei powerlifter (i secondi usano molto più l'alta intensità rispetto ai primi) ha rivelato che i bodybuilder presentino un'ipertrofia di tutte le fibre, mentre i powerlifter sviluppino un'ipertrofia selettiva sulle fibre di tipo 2. In altre parole, anche se l'alta intensità recluta il massimo delle unità motorie, l'uso predominante o esclusivo di carichi di tale entità non riesce a sviluppare al meglio l'ipertrofia delle fibre di tipo 1, cioè quelle adatte alla resistenza.
- Fibra di tipo I: a contrazione lenta, alta capacità ossidativa (alta densità di mitocondri, organelli cellulari che sintetizzano ATP attraverso la respirazione cellulare), bassa capacità glicolitica (cioè di ricavare energia dal glucosio e glicogeno), velocità di contrazione lenta, elevata resistenza alla fatica, unità motoria più debole;
- Fibra di tipo IIa: a contrazione rapida, capacità ossidativa moderatamente elevata, elevata capacità glicolitica, alta velocità contrattile, moderata resistenza alla fatica, ad alta resistenza dell'unità motoria;
- Fibra di tipo IIb o di tipo IIx: a contrazione rapida, bassa capacità ossidativa, alta capacità glicolitica, velocità contrattile molto elevata, bassa resistenza alla fatica, più forte unità motoria;[40]

In generale, nelle prestazioni a bassa intensità, sono principalmente coinvolte le fibre muscolari di tipo I. Come la richiesta di forza e l'intensità aumenta, vengono reclutate in aggiunta le fibre di tipo IIa (indicate anche come glicolitiche). Una richiesta di forza ancora maggiore fa affidamento sul reclutamento ulteriore delle fibre più forti del corpo, ovvero quelle di tipo IIb o fibre di tipo IIx (la "x" segnala che esistono diverse varianti di questo tipo di fibra).
Proprio per questo motivo, nell'ambito del resistance training, i diversi tipi di atleti mostrano un'ipertrofia selettiva di diversi tipi di fibra a causa delle differenze nei loro protocolli di allenamento: i wheight lifter (sollevamento pesi), e i power lifter (sollevamento di potenza), cioè atleti che si allenano con carichi submassimali ad alta intensità, mostrano una maggiore ipertrofia della fibra di tipo 2 (rapida), mentre i body builder (culturismo) sembrano mostrare un'iperotrofia sia nelle fibre di tipo 2, che di tipo 1, proprio per la maggiore varietà di intensità e carichi. L'aumento dell'ipertrofia delle fibre di tipo 1 nei culturisti può essere dovuto allo stimolo di allenamento cronico riconoscibile nelle loro routine, che sembrano essere piuttosto differenti da quelle adottate da pesisti e powerlifter. I powerlifter e i pesisti si allenano prevalentemente con carichi relativi al 90% 1-RM o superiori, mentre i culturisti tendono ad allenarsi ad intensità inferiori, attorno al 75% 1-RM, risultando in maggiori volumi di allenamento che possono influire sull'ipertrofia delle fibre di tipo 1.

### Sistemi energetici in base all'intensità
Nell'ambito del resistance training i sistemi energetici principalmente coinvolti sono in predominanza anaerobici. I meccanismi anaerobici si suddividono a loro volta nei sistemi anaerobico alattacido (detto anche sistema dei fosfati, dei fosfageni, della fosfocreatina o sistema ATP-CP), e anaerobico lattacido (detto anche sistema anaerobico glicolitico o glicolisi anaerobica). L'intervento predominante di uno dei due meccanismi è condizionato essenzialmente da due fattori, ovvero l'intensità (% 1RM) e la durata, quest'ultima riconoscibile con il parametro Time Under Tension (TUT), il quale rappresenta la durata dell'attività muscolare o della serie. Per quanto riguarda le intensità molto elevate (80-100% 1 RM) e TUT particolarmente brevi (fino a 15-20 secondi al massimo), si parlerà di prestazioni anaerobiche alattacide, mentre per le intensità moderate e basse (<80% 1 RM) e TUT moderati o lunghi (dai 20 secondi in poi) il sistema energetico prevalente è quello anaerobico lattacido. Il sistema aerobico comincia ad assumere un ruolo più importante quando l'intensità è sufficientemente bassa da poter permettere che la prestazione possa essere protratta nel tempo, indicativamente oltre un TUT di 60 secondi. Ad ogni modo, anche in quest'ultimo caso il sistema lattacido rimane preponderante per una buona quantità di minuti. In realtà esiste una linea di confine approssimativa dell'intensità che segna il superamento della soglia anaerobica sui sovraccarichi, e questa è riconoscibile attorno al 20% 1-RM, un livello che se superato determina il blocco circolatorio nel muscolo in attività e quindi il completo affidamento ai metabolismi anaerobici. Ciò significa che al di sotto di intensità pari al 20% 1-RM, lo sforzo muscolare risulterebbe in prevalenza aerobico. Si sottolinea che i parametri intensità e TUT in genere sono inversamente proporzionali, in quanto maggiore è il valore dell'uno, minore sarà il valore dell'altro, sempre se la serie viene portata al massimo della fatica.
- il sistema anaerobico alattacido (o dei fosfageni), fornisce energia tramite l'mpiego dei fosfati muscolari quali ATP e creatinfosfato (CP) per attività molto intense (≥ 80/85-100% 1RM) della durata (TUT) da 1 a 10-15 secondi;[45]
- il sistema anaerobico lattacido (o anaerobico glicolitico), provvede a fornire energia principalmente mediante l'impiego di glicogeno muscolare, per attività mediamente intense (60-80% 1RM) della durata (TUT) di 20-60 secondi;[45]
- il sistema anaerobico lattacido assieme al sistema aerobico (o ossidativo), producono energia con l'impiego principale di glicogeno muscolare, per attività poco intense (≤60% 1RM) della durata (TUT) tra 1 e 3-5 minuti;[45]
- il sistema aerobico copre un ruolo prevalente sfruttando glucidi e lipidi a partire da sforzi minimamente intensi (≤20% 1 RM)[44] e/o della durata (TUT) di circa 3-5 minuti in poi;[45]

### Tempi di recupero in base all'intensità
I tempi di recupero tra le serie vengono stabiliti in base ad alcuni parametri, e tra tutti l'intensità sembra uno dei più condizionanti. Analogamente a quanto accade per la scelta del carico, e quindi dell'intensità, anche i tempi di recupero influiscono allo stesso modo sulle risposte ormonali e metaboliche, e sugli adattamenti muscolari specifici. In genere, nel resistance training vengono utilizzati tre principali periodi di riposo: breve (30 secondi o meno), moderato (60-90 secondi) e lungo (3 minuti o più). La durata degli intervalli influisce sul recupero fisico che avviene tra le serie e tra gli esercizi, influendo anche sul grado di fatica e sulla prestazione durante la progressione dell'allenamento. Ad esempio, è stato riscontrato che con 3 minuti di recupero tra le serie (in questo caso di pressa e panca), può essere mantenuta un'esecuzione di 10 RM (ripteizioni massime) per 3 serie. Ma se viene impostato solo 1 minuto di recupero tra le serie, l'andamento delle ripetizioni massime cala progressivamente da 10, 8 e 7 RM in 3 serie consecutive. Esiste uno stretto rapporto tra intensità e tempi di recupero, in quanto più basse sono le ripetizioni (RM) - e quindi più alti sono i carichi e l'intensità - e più lunghi dovrebbero essere gli intervalli tra le serie. In altre parole, con l'incremento dell'intensità, il corpo richiede più tempo per recuperare in preparazione della serie successiva. I tempi di recupero lunghi, sono più adatti ad essere applicati tra le serie ad alta intensità; i tempi di recupero intermedi sono adatti per le serie a media intensità; e i tempi di recupero brevi sono ideali per la bassa intensità.

#### Linee guida generali sui tempi di recupero[26]
- Oltre 5 minuti di riposo: tra le serie con un carico che permette meno di 5 ripetizioni massime a cedimento (>85% 1RM[9]);
- 3-5 minuti di riposo: tra le serie con carichi che permettono tra i 5 e i 7 RM (~85% 1RM[9]);
- 1-2 minuti di riposo: tra le serie con carichi che permettono tra 11 e 13 RM (65-70% 1RM[9]);
- circa 1 minuto di riposo: tra le serie carichi che permettono 13 o più RM (<65% 1RM[9]);

### Ricerca scientifica

#### Risposte ormonali
Molti ricercatori hanno ritenuto importante lo stimolo degli ormoni anabolici quali GH e testosterone per l'aumento dei guadagni muscolari come forza o ipertrofia. Per quanto riguarda lo stimolo ormonale anabolico, la ricerca suggerisce che sia necessario stabilire una soglia sull'intensità. Si è notato che questo parametro (% 1-RM) abbia un'influenza sull'aumento della screzione di GH indotta dall'allenamento. Altri, hanno osservato che i tempi di recupero brevi in combinazione con Time Under Tension più lunghi incidessero di più sulla secrezione dell'ormone nonostante l'utilizzo di intensità (carichi) inferiori. Questi risultati vennero confermati da altre ricerche, dove venne osservato che la maggiore secrezione di GH avveniva con carichi inferiori e TUT più lunghi, e questa risposta sembrava essere correlata alla maggiore produzione di lattato. Secondo alcune evidenze, la produzione di testosterone post-esercizio è simile nelle prestazioni a moderata e ad alta intensità, altre invece denotano una maggiore risposta in proporzione al carico utilizzato o generalmente con carichi ad alta intensità e pause lunghe. Il cortisolo sembra essere dipendente dall'intensità, ma altre evidenze attribuiscono al maggior numero di ripetizioni, maggiore TUT e carichi inferiori la maggior capacità di stimolarlo. Una review più recente di Kraemer e Ratamess (2005) segnalò che i protocolli ad alto volume, ad intensità moderata o alta, usando tempi di recupero brevi e stressando una maggior quantità di muscoli, tendesse a produrre le maggiori risposte ormonali acute (testosterone, GH e cortisolo) se comparati con i protocolli a basso volume, alta intensità, con tempi di recupero lunghi. La risposta di adrenalina e noradrenalina sembra essere proporzionale all'intensità e all'espressione della forza, e maggiore è l'intensità dell'esercizio, più a lungo saranno prodotte tali molecole fino a 5 minuti post-esercizio.
Sebbene sia stata spesso proposta - e data per scontata - una certa correlazione tra la risposta degli ormoni anabolici (testosterone e GH) e l'effettivo sviluppo della forza, dell'ipertrofia e dello stimolo sulla sintesi proteica muscolare, in anni recenti molte ricerche hanno smentito questa connessione. In realtà già in passato alcuni segnalarono che, ad eccezione del testosterone, la risposta ormonale indotta dall'esercizio coi pesi avesse principalmente un effetto sulla disponibilità e sull'utilizzo di substrati. Il testosterone comunque era stato citato per la sua azione diretta sullo stimolo della sintesi proteica muscolare. Analisi più recenti hanno invece stabilito la mancata correlazione tra l'aumento degli ormoni anabolici (esaltato maggiormente da alcune strategie di allenamento specifiche come una maggiore intensità), testosterone compreso, e un aumento dell'ipertrofia muscolare, della forza muscolare o della sintesi proteica muscolare. Anche se esistono alcune limitate evidenze contrastanti, queste nuove conclusioni recenti sembrano stabilire in maniera univoca che effettivamente non vi sia alcun rapporto tra l'aumento della secrezione degli ormoni cosiddetti anabolici, provocato da alcune strategie di allenamento, e un maggiore sviluppo dei guadagni muscolari.

#### Guadagni muscolari
L'intensità intesa come carico, o come percentuale su 1-RM, è stato giudicato come l'aspetto più critico nella programmazione di un allenamento coi pesi, e un fattore fondamentale per massimizzare i guadagni di forza e ipertrofia. In generale, l'intensità relativa sembra rappresentare il 18-35% della variazione della risposta all'ipertrofia nel resistance training. L'ACSM raccomandada l'uso di carichi di intensità pari o superiore al 75% 1-RM per massimizzare l'ipertrofia, e alcuni importanti documenti scientifici hanno stabilito che la massima crescita muscolare per i soggetti allenati avvenga con carichi compresi tra l'80 e il 95% di 1RM. Questo è in parte dovuto al fatto che carichi di questa entità riuscirebbero a reclutare tutte le unità motorie incluse le fibre IIb, le quali sono le più ipertrofizzabili, e il cui massimo reclutamento avviene a circa l'85% 1-RM. Questo pur considerando che le fibre IIa e IIb possono essere reclutate rilevantemente anche con carichi relativi al 60% 1-RM. Per i soggetti allenati, viene riconosciuto che il massimo viluppo della forza venga ottenuto con carichi relativi all'80% 1-RM, mentre i non allenati hanno dimostrato di sviluppare adeguatamente la forza già a basse intensità, cioè l 60% 1-RM. Infine per gli atleti avanzati livelli relativi al 60% 1-RM rappresentano il minimo per ottenere guadagni di forza. I massimi guadagni di forza sembrano verificarsi attorno a 4-6 RM (85-90% 1-RM), mentre inferiori guadagni di forza massima vengono ottenuti con meno di 2-RM (≥95% 1-RM) o più di 10-RM (≤75% 1-RM).
La teoria che riconosce la necessità di mantenere un livello di intensità adeguatamente elevato - e quindi di utilizzare carichi sufficientemente pesanti - per massimizzare i guadagni di ipertrofia muscolare, è stata in tempi recenti ampiamente messa in discussione. Ad esempio, alcuni studi hanno stabilito che la sintesi proteica miofibrillare viene già stimolata al massimo al 60% 1-RM, senza ulteriori incrementi con l'aumento dell'intensità. Altri hanno trovato che l'esercizio coi pesi a bassa intensità (30% 1-RM) e alto volume fosse più efficace nell'indurre l'anabolismo muscolare acuto rispetto all'esercizio ad alta intensità (90% 1-RM) e a basso volume, attribuendo di conseguenza al volume una maggiore importanza rispetto all'intensità. Altre analisi recenti hanno evidenziato che anche carichi relativi alla bassissima intensità (30% 1-RM) siano in grado di provocare un aumento della sintesi proteica e un'ipertrofia muscolare paragonabili a quelle ottenute con carichi elevati (90% 1-RM), purché questi vengano portati alla massima fatica (cedimento muscolare). I ricercatori hanno concluso che non sia il carico (intensità) a determinare i guadagni di ipertrofia muscolare indotti dall'allenamento coi pesi, quanto piuttosto il cedimento muscolare in relazione ad un dato carico, ma sono necessarie ulteriori analisi per poter confermare questa conclusione su una popolazione di soggetti più ampia. Diversi studi hanno anche dimostrato che il gonfiore cellulare che viene a crearsi con alte ripetizioni (e quindi minori intensità) crea sia un aumento della sintesi proteica muscolare che una riduzione del catabolismo muscolare, e questo può ulteriormente confermare come anche bassi carichi riescano a stimolare significativamente la crescita muscolare. Sebbene si ritenga che l'intensità sia il paramentro più importante da valutare per ottenere il massimo dei guadagni di ipertrofia, queste recenti evidenze ridimensionano ampiamente il ruolo e l'importanza di questa variabile per ottenere significativi risultati su questo adattamento muscolare.

### Sovrallenamento
Il sovrallenamento rappresenta l'aumento di alcuni parametri di allenamento come l'intensità e/o il volume risultando in un decremento della prestazione a lungo termine. Tuttavia l'intensità e il volume incidono in maniera diversa sul sovrallenamento. Mentre il sovrallenamento indotto da un alto volume può risultare in un rapporto sfavorevole tra testosterone e cortisolo, compromettendo gli adattamenti e i guadagni muscolari, il sovrallenamento indotto da alte intensità può causare un aumento dell'attività del sistema nervoso simpatico per compensare la perdita di forza muscolare.
Il sovrallenamento legato alle variazioni di volume ha dimostrato di aumentare i livelli di cortisolo e di ridurre le concentrazioni basali dell'ormone luteinizzante (LH) e del testosterone libero, e il testosterone totale si è dimostrato particolarmente sensibile a questo stimolo. Inoltre, l'incremento del testosterone totale indotto dall'esercizio viene attenuato durante il sovrallenamento ad alto volume. Al contrario, il sovrallenamento indotto dall'alta intensità non sembra alterare le concentrazioni basali dell'ormone, dimostrando quindi una diversa risposta se paragonato al grande aumento del volume. Non sono stati riportati cambiamenti nei livelli di testosterone circolante e libero, cortisolo e somatotropina (GH) durante il sovrallenamento indotto dall'alta intensità (ad esempio 10 serie da 1 RM su squat ogni giorno per due settimane). Quindi, da quanto emerge dalla ricerca, sembra che il sovrallenamento indotto dall'alta intensità non alteri le concentrazioni ormonali basali con un corrispondente decremento della prestazione, mentre al contrario il sovrallenamento indotto dall'alto volume sembra alterare significativamente le concentrazioni ormonali basali.

## Altri parametri di allenamento
- Volume
- Densità
- Frequenza
- Time Under Tension
- Speed of movement
- Tempo di recupero
- One-repetition maximum
- Periodizzazione
- Sovraccarico progressivo
- Specificità